# 484 a.C.
Il 484 a.C. (CDLXXXIV a.C. in numeri romani) è un anno  del V secolo a.C.

## Eventi
- Roma:
  - consoli Lucio Emilio Mamercino e Cesone Fabio Vibulano
  - pesante sconfitta dei Romani contro i Volsci nella battaglia di Anzio, che però sconfiggono i Volsci nella successiva battaglia di Longula
  - 15 luglio consacrazione del tempio di Castore

## Nati
- Acheo di Eretria, tragediografo greco antico
- Erodoto, storico greco antico